# Claude Jaumar

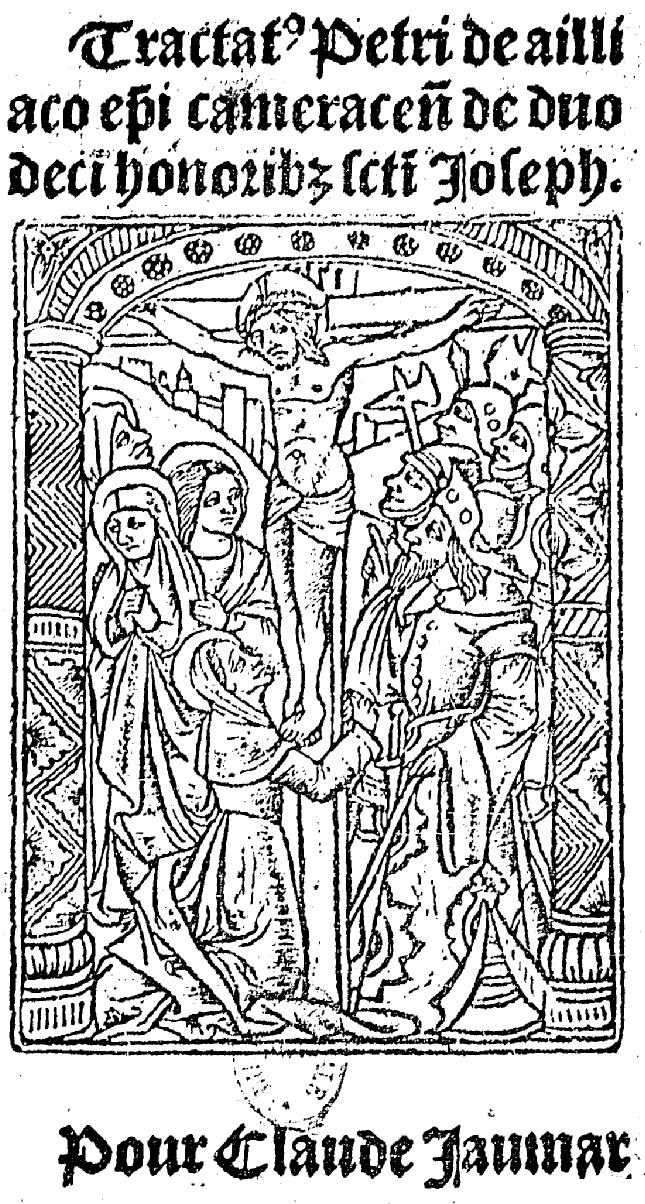
Page de titre d'un traité de Pierre d'Ailly avec la mention d'édition « pour Claude Jaumar »

Claude Jaumar ou Iaumar, Claudius Jaumar en latin, est un libraire parisien, un des premiers éditeurs français de livres imprimés, les incunables, à la fin du XVe siècle.

## Éléments biographiques
Libraire juré de l'Université de Paris, Claude Jaumar exerce à partir de 1493, rue Saint-Jacques, « à l'enseigne Saint-Claude ». Il fait imprimer plusieurs ouvrages par Pierre Le Dru, Etienne Jehannot et devient ainsi un des premiers éditeurs français. 
Sa marque d'éditeur est une crucifixion rehaussée de jaune, d'après Claudin. Cette marque figure sur l'édition qu'il donne d'un « Tractatus Petri de Ailliaco », un Traité de Pierre d'Ailly, et qui porte en bas de la page de titre la mention « pour Claude Jaumar ». Sur d'autres ouvrages, sa mention d'éditeur est plus complète, comportant par exemple la mention latine « Impensis Claudii Jaumar anno nostre salutis 1495 » (Aux dépens de Claude Jaumar en l'an de grâce 1495).
Selon Antoine Péricaud, il n'est connu que par une mention dans l'histoire de l'imprimerie, par Lacaille qui lui attribue une édition des Lettres de Sénèque en 1494.
La bibliothèque nationale de France possède une quinzaine d'ouvrages édités par Claude Jaumar entre 1494 et 1500.
Jaumar s'intitule en 1500 « libraire de l'université de Paris ».
À partir de 1500 ou après 1500, il édite en association avec Thomas Julian.